# Ковинєв Борис Константинович
Борис Константинович Ковинєв (справжнє прізвище Ковань) - український поет.

## Біографія
Народився 10 лютого (23 лютого по новому календарю) 1903 року в селі Мар'ївка Полтавської губернії, Російської імперії (сьогодні Полтавська область, Україна).
Його батько був учасником російсько-японської війни, з якою повернувся інвалідом, працював у акцизному відомстві. Потім родина переїхала до сусіднього села Милорадове, де Борис закінчив початкову школу та вступив до Полтавського реального училища. У 1914 році сім'я переїхала до Тифлісу, тут Ковинєв закінчив реальне училище. Після Жовтневої революції, 1920 року, став організатором комсомольського осередку, а згодом — секретарем райкому комсомолу в місті Боржомі. У 1921 був делегатом IV Всеросійського з'їзду комсомолу.